# بربيت حرشفي
بربيت حرشفي أو بربيت برتقالي المقدمة (الاسم العلمي: Capito squamatus) (بالإنجليزية: Orange-fronted Barbet)‏ هو نوع من الطيور يتبع جنس البربيت من الفصيلة البربيتية.